# Géographie radicale
La géographie radicale est un mouvement qui prend place aux États-Unis dans les années 1960, dans un contexte de lutte pour les droits civiques et de contestation de la guerre du Vietnam. Le terme radical fédère des tendances diverses (anarchistes, marxistes, anticolonialistes…) dont le point commun est de se penser en opposition avec une géographie conventionnelle, accusée d'être au service des pouvoirs dominants. Elle a été définie comme « extrémiste », les géographes « radicaux » correspondant « idéologiquement aux « gauchistes » français », et d'une manière générale comme une « géographie militante dans ses objectifs comme dans ses pratiques ».

## L'émergence de la géographie radicale
William Bunge et David Harvey, géographes quantitativistes, se détournent de la géographie quantitative. Ils la trouvent trop proche et souvent au service des intérêts économiques dominants, trop proche de l'État complice « qu'elle fait en sorte de laisser hors champs » (Anne Clerval, 2012). Ces géographes veulent montrer qu'un autre point de vue existe, celui des populations traditionnellement exclues des pratiques intellectuelles occidentales (Merrifield, 1995), que le savoir produit doit servir non pas le pouvoir en place, mais la contestation politique de celui-ci par la proposition de solutions concrètes. La géographie radicale remet donc au centre du débat la notion de « praxis » chère à Karl Marx. « Il ne suffit pas qu'une société fonctionne pour qu'elle soit acceptable : le rôle des chercheurs n'est pas de justifier ce qui existe, mais de l'analyser pour le comprendre et pour dénoncer les tares, les faiblesses et les manquements aux droits les plus élémentaires de l'homme dont sont coupables tel ou tel régime, telle ou telle société » (Bunge, 1971).
La revue anglophone Antipode (en), porte-voix de la géographie radicale, est créée en 1969 par des géographes militants mal vus au sein du monde universitaire. Ils contestent le caractère « bourgeois », censé être apolitique, des recherches menées par les représentants de la géographie classique et de la nouvelle géographie néo-positiviste. Ils prônent un changement méthodologique majeur. C'est une rupture épistémologique majeure vis-à-vis de la géographie traditionnelle, qu'ils considèrent comme seulement pseudo-objective. Ces géographes mettent en évidence les contradictions inhérentes aux sciences sociales traditionnelles se définissant comme objectives dans leurs recherches « Il n'y a pas de chose objective, libre de tout jugement de valeur, et de science politiquement neutre, d'ailleurs toutes les sciences, et particulièrement les sciences sociales, qui serve à des fins politiques » (Peet, 1977), ce que W. Bunge confirme en parlant de « savoir situé ». Ces géographes radicaux récusent les démarches hypothético-déductives et quantitatives mises en place par la nouvelle géographie, pour louer une approche inductive, sur le terrain, en contact avec les espaces et les populations étudiées.
Ce contact est primordial pour W. Bunge : il met en place des « expéditions géographiques » sur les différents lieux étudiés afin de mieux apprécier le point de vue interne. La notion de contexte est essentielle pour Bunge et Merrifield (1995) qui, décrivant ces expéditions, fait de tout débat « l'affirmation réitérée de la nature contextuelle de toute forme de savoir, de toute forme de sens et de toute forme de comportement ». C'est dans cette optique permettant aux citadins concernés de se réapproprier « leurs droits théoriques de citoyen et la possibilité de les exercer pleinement » (Lefebvre, 1989) qu'est créé le Detroit Geographical Expedition and Institute en 1969. Cet institut avait pour but de procurer aux habitants noirs de Détroit, délaissés par une municipalité en perdition, un savoir géographique et cartographique pour pouvoir influencer concrètement la politique locale en matière de transport, de santé ou autre. On évitait ainsi une politique paternaliste venue du haut puisque les géographes « de base », c'est-à-dire les populations des quartiers étudiés, renseignaient à leur tour les universitaires sur la réalité quotidienne.

## Le tournant marxiste
Cette revue, miroir de ce courant encore très hétéroclite est dans un premier temps d'obédience anarchique et non-violente, Gandhi étant l'auteur le plus cité. En 1972, David Harvey donne à la revue un tournant marxiste et révolutionnaire qui permettra de clarifier la position d'Antipode. La revue s'efforce pendant cette période, d'adapter « l'outillage conceptuel élaboré par Marx aux problématiques géographiques » (Collignon, 2001) par une réflexion théorique plus affirmée. David Harvey décrit ce travail comme une nécessité afin de « donner au marxisme la dimension spatiale qui lui manque » (Harvey, 1982).
Au cours de la décennie apparaissent de nouveaux thèmes qui deviennent symboles de la géographie radicale, tel que la pauvreté, les femmes, l'économie politique, l'énergie et l'environnement, le développement des relations à l'impérialisme, le racisme, la théorie de la rente, la santé mentale, les minorités.

### L'émancipation dessubalterns geographies
La géographie radicale a participé à l'enrichissement de la discipline géographique par le développement des thèmes pré-cités. Ces subalterns studies (post-colonialisme, féminisme etc.), au cours de la décennie 1980 se constituent en tant que courants géographiques indépendants. La géographie radicale se trouve ainsi amputée de thèmes majeurs.

### Le repositionnement des années 1990-2000
L'effondrement du bloc communiste rend nécessaire un repositionnement de la géographie radicale, d'un point de vue thématique et paradigmatique (Collignon, 2001). De plus, l'émergence d'une pensée post-moderne qui passe par la déconstruction systématique, plus que la simple critique, des cadres de pensée « moderne » (dont le marxisme) contribue aussi à affaiblir le mouvement radical. Harvey essaye donc de concilier la post-modernité et le marxisme dans son ouvrage The condition of Postmodernity.
Les combats menés dans les années 1970 – 1980, tels que les revendications des droits homosexuels, des femmes, des minorités ayant participé à l'évolution des consciences, la géographie radicale, notamment des auteurs comme Mike Davis ou David Harvey, élargit ses champs d'études : le « droit à la ville » qui profite du « regain d'intérêt pour les idées d'Henri Lefebvre » ou encore l'écologie, bafoués par un néolibéralisme triomphant. Harvey qualifie même le « droit à la ville » comme « un de nos droits humains les plus précieux mais aussi les plus négligés ». La géographie radicale s’attelle donc aujourd'hui à « la remise en question radicale du capitalisme, et non son aménagement ou la seule dénonciation de son virage néolibéral ou des « dérives » des marchés financiers » (Clerval, 2012).

## Cartographies radicale et critique
L'article « Deconstructing the map » de John Brian Harley, publié en 1989, est considéré comme l'article fondateur de la cartographie critique.
La géographie radicale n'est pas encore morte quoi qu'en dise Buttimer (1999), elle continue même à engendrer de nouveaux courants tel la cartographie radicale (aussi appelée cartographie critique (en) ou contre-cartographie) que Philippe Rekacewicz définit ainsi : « Déchiffrer pour dénoncer, mettre en image des processus peu visibles qui concourent à confisquer l'espace public (voire des biens publics), à compromettre les libertés individuelles, à détourner des lois, tels sont les principaux objectifs des promoteurs de cette cartographie ». Cette cartographie qui émerge depuis une dizaine d'années attire des militants d'horizons différents (géographie, sciences, art graphique, politique…).
Les citoyens ont maintenant accès à une panoplie de nouveaux logiciels gratuits de cartographie et chacun peut s'approprier l'espace géographique pour en dénoncer les abus. De nombreux projets sont lancés dans cette optique. Un exemple, décrit par Jérémie Valentin et Henry Bakis, consiste en une initiative locale contestant la construction de 80 km de ligne à haute tension traversant leur propriété grâce à la cartographie minutieuse du tracé prévu. L'effet escompté est de faciliter une prise de conscience au sein des populations concernées.
Ph. Rekacewicz participe quant à lui au projet « Duty Free Shop » dénonçant la réquisition de l'espace public par les magasins franchisés (Duty Free Shops) au sein des aéroports internationaux. Ces cartes sont « des preuves » pour citer William Bunge, des preuves utilisables par le citoyen pour « exercer un pouvoir collectif sur les processus d'urbanisation » ou tout simplement pour s'organiser dans le but de défendre ses droits.

## La géographie critique
La géographie radicale entretient des liens avec la géographie critique, et s'en différencie. Selon Cécile Gintrac :
les pensées critiques et radicales se rejoignent dans leur opposition à l’ordre et aux savoirs existants. Néanmoins, on peut convenir que les pensées critiques se déploient sur un champ plus vaste que les pensées radicales, dont la démarche intellectuelle est celle du dévoilement tout en se démarquant des premières par un extrémisme épistémique et/ou politique. Une pensée radicale serait donc de fait une pensée critique, tandis qu’une pensée critique peut ne pas être radicale.
Le Comité national français de géographie (CNFG) comprend une commission Géographie critique. 

## Revues scientifiques de géographie radicale et critique
- Carnets de géographes[13],[14]
- Justice spatiale | Spatial Justice[13],[15]
- ACME (An international Journal for Critical Geographies)[16] : revue multilingue en ligne de géographie critique. Font partie de son conseil consultatif international notamment les géographes françaises et français Marianne Blidon, Béatrice Collignon, Cécile Gintrac, Claire Hancock, Irène Hirt, Sarah Mekdjian, Samuel Rufat et Djemila Zeneidi ainsi que le géographe critique allemand Bernd Belina[17].
- Antipode: A Radical Journal of Geography[18] : revue de géographie radicale anglophone publiée depuis 1969[19].

## Sources
- Richard Peet,(en) The development of radical geography in the United States (extrait).
- Cécile Gintrac, Géographie critique, Géographie radicale : Comment nommer la géographie engagée ?.
- Amor Belhedi,La nouvelle géographie et le débat actuel - Seconde moitié du XXe siècle.
- Catherine Fournet-Guérin,Géographie du capitalisme.
- Richard Pithouse, (en) Review of Mike Davis’ ‘Planet of Slums’, by Interactivist, 5 May 2008.
- David Harvey, Le capitalisme contre le droit à la ville. Néolibéralisme, urbanisation, résistances. Éditions Amsterdam, 2011.
- GJ-F Staszak et al. (2001), Géographies anglo-saxonnes. Tendances contemporaines. Édition Belin.
- Anne Clerval, 'Gentrification et droit à la ville'. Revue des livres, n°005, mai-juin 2012.
- David Harvey (2008), Géographie de la domination, Les prairies ordinaires
- David Harvey (1989),The condition of Postmodernity, Wiley.
- 'Amateurisme cartographique et géographique à l'heure du web 2.0 : questionnement autour de la néogéographie'. Jérémie Valentin et Henry Bakis, NETCOM, vol. 24 (2010), n° 1-2 pp. 109-132.
- Simon Springer (2018), Pour une géographie anarchiste, LUX, Collection : Instinct de liberté, 312 pages.